# Местийский муниципалитет
Местийский муниципалитет (груз. მესტიის მუნიციპალიტეტი mest’iis municipʼalitʼetʼi) — муниципалитет в Грузии, входящий в состав края Самегрело-Верхняя Сванетия. Находится на северо-западе Грузии, Границы муниципалитета примерно совпадают с границами исторической области Верхняя Сванетия. Административный центр — Местиа.

## История
в 1929 году начали строить автомобильную дорогу Зугдиди-Местия, завершить которую удалось только около 1935 года.
В 1970-е Сванетия дала Грузии художника Ираклия Парджиани. Он родился в Местии в 1950 году, в 1974 закончил учиться и стал одним из первых грузинских модернистов. Сейчас он выставлен в Музее изобразительных искусств.

В 1987 году Сванетия была на слуху в связи с крупной катастрофой. В тот год была очень снежная зима, и огромные массы снега начали сходить лавинами, снося целые посёлки. Бездомных сванов переселяли в низины. Так образовались многочисленные сванские поселения в Квемо-Картли.
Под конец советской власти в грузинскую историю вошёл ещё один сван: Автандил Маргиани из общины Мулахи пробился в верхи партийной элиты и 7 декабря 1990 года стал 1-м секретарём компартии Грузии. За пару лет до этого первый секретарь был царём и богом, но в 1990 году всё изменилось, и он не решал уже вообще ничего. В то же время другой сван, Джаба Иоселиани, стал создавать свою собственную частную армию, известную как «Мхедриони». Известно, что советские власти как-то содействовали этому. Возможно, проявилась солидарность двух сванов (и по сути мулахцев). В декабре 1990 появился и третий сван: Тенгиз Китовани возглавил Национальную Гвардию.
Маргиани покинул пост секретаря 19 февраля 1991 года. В конце года Иоселиани и Китовани подняли бунт и 6 января 1992 года свергли президента Гамсахурдию. Власть в стране перешла к триумвирату Китовани-Иоселиани-Сигуа. Тенгиз Сигуа имел мегрельскую фамилию, но родился в нижнесванском Лентехи. В каком-то смысле во главе Грузии на два месяца оказались три свана.

## Культура
В муниципалитете расположена краевой Сванский этно музей, так же  средневековая церковь Иенаши, памятник национального значения.

## География
Многочисленные средневековые церкви и укрепления Местийского муниципалитета включены в список Всемирного наследия ЮНЕСКО.
Муниципалитет находится в высокогорной зоне и регулярно становится регионом стихийных бедствий. Так, в июне 2004 район был объявлен зоной экологического бедствия после того, как в результате продолжительных ливневых дождей, разлива горных рек и схода селевых потоков весь муниципалитет остался без электроэнергии, а тысячи людей оказались отрезаны от внешнего мира.

## Население
По состоянию на 1 января 2022 года численность населения муниципалитета составила 12511 жителей, на 1 января 2014 года — 14,0 тыс. жителей.
Согласно переписи 2002 года население района (муниципалитета) составило 16 248 чел. По оценке на 1 января 2008 года — 14,3 тыс. человек.
Большинство населения составляют сваны, причисляемые к грузинам.
| Грузины | 14 168 | 99,44 %  |
| Русские | 52     | 0,36 %   |
| Абхазы  | 12     | 0,08 %   |
| Армяне  | 11     | 0,08 %   |
| всего   | 14 248 | 100,00 % |

| Грузины | 10299 | 99,82 %  |
| Русские | 17    | 0,12 %   |
| другие  | 6     | 0,06 %   |
| всего   | 9316  | 100,00 % |

## Административное деление
Территория муниципалитета разделена:
- 0 городское (kalakis) сакребуло:
- 1 поселковых (dabis) сакребуло:
- 16 общинных (temis) сакребуло:
- 0 деревенских (soplis) сакребуло:

## Список населённых пунктов
В состав муниципалитета входит 153 населённых пунктов, в том числе ни одного города и 1 посёлок городского типа. В этом же муниципалитете находится община Ушгули, самое высокое (2200 м) постоянное поселение в Европе.
- Местиа (груз. მესტია)
- Адиши (груз. ადიში)
- Анили (груз. ანილი)
- Арцхели (груз. არცხელი)
- Аскарти (груз. ასკარტი)
- Аци (груз. აცი)
- Багвданари (груз. ბაგვდანარი)
- Барджаши (груз. ბარჯაში)
- Барши (груз. ბარში)
- Богреши (груз. ბოგრეში)
- Вичнаши (груз. ვიჩნაში)
- Гагма-Хаиши (груз. გაღმა ხაიში)
- Галаши (груз. გალაში)
- Гвалдери (груз. გვალდერი)
- Гвебалди (груз. ღვებალდი)
- Гвебра (груз. ღვებრა)
- Генцвиши (груз. გენწვიში)
- Гешдери (груз. ღეშდერი)
- Давбери (груз. დავბერი)
- Девра (груз. დევრა)
- Джорквали (груз. ჯორკვალი)
- Дизи (груз. დიზი)
- Доласвипи (груз. დოლასვიფი)
- Доли (груз. დოლი)
- Жабеши (груз. ჟაბეში)
- Жамуши (груз. ჟამუში)
- Жибиани (груз. ჟიბიანი)
- Загари (груз. ზაგარი)
- Зардлаши (груз. ზარდლაში)
- Зегани (груз. ზეგანი)
- Зеда-Веди (груз. ზედა ვედი)
- Зеда-Луха (груз. ზედა ლუჰა)
- Зеда-Хаиши (груз. ზედა ხაიში)
- Зеда-Цирминди (груз. ქვედა წირმინდი)
- Земо-Веди (груз. ზემო ვედი)
- Земо-Марги (груз. ზემო მარღი)
- Идлиани (груз. იდლიანი)
- Иели (груз. იელი)
- Иенаши (груз. იენაში)
- Ипрари (груз. იფრარი)
- Ипхи (груз. იფხი)
- Искари (груз. ისკარი)
- Каери (груз. კაერი)
- Калаши (груз. კალაში)
- Кари (груз. ყარი)
- Картвани (груз. ქართვანი)
- Кацхи (груз. კაცხი)
- Кашвети (груз. ქაშვეთი)
- Квана (груз. ყვანა)
- Кванчианари (груз. კვანჭიანარი)
- Кведа-Веди (груз. ქვედა ვედი)
- Кведа-Ипари (груз. ქვედა იფარი)
- Кведа-Луха (груз. ქვედა ლუჰა)
- Кведа-Цирминди (груз. ქვედა წირმინდი)
- Квемо-Марги (груз. ქვემო მარღი)
- Квицани (груз. კვიცანი)
- Кедани (груз. ქედანი)
- Кичхулдаши (груз. კიჩხულდაში)
- Кураши (груз. ქურაში)
- Лабскалди (груз. ლაბსყალდი)
- Ладрери (груз. ლადრერი)
- Лакври (груз. ლაყვრი)
- Лалхорали (груз. ლალხორალი)
- Лалхори (груз. ლალხორი)
- Ламджуриши (груз. ლამჯურიში)
- Ламхери (груз. ლამხერი)
- Лантели (груз. ლანტელი)
- Ланхври (груз. ლანხვრი)
- Ларилари (груз. ლარილარი)
- Лахами (груз. ლახამი)
- Лахамула (груз. ლახამულა)
- Лахани (груз. ლახანი)
- Лахили (груз. ლაჰილი)
- Лахири (груз. ლახირი)
- Лахушди (груз. ლახუშდი)
- Лаштхвери (груз. ლაშთხვერი)
- Лашхраши (груз. ლაშხრაში)
- Лашхрери (груз. ლაშხრერი)
- Лацомба (груз. ლაწომბა)
- Лебурцхила (груз. ლებურცხილა)
- Лезгара (груз. ლეზგარა)
- Лекулмаха (груз. ლეკულმახა)
- Лелбаги (груз. ლელბაგი)
- Лемсиа (груз. ლემსია)
- Ленкваши (груз. ლენკვაში)
- Лецпери (груз. ლეწფერი)
- Лешукви (груз. ლეშუკვი)
- Лухи (груз. ლუხი)
- Магардели (груз. მაგარდელი)
- Маджвдиери (груз. მაჯვდიერი)
- Мазери (груз. მაზერი)
- Мацхвариши (груз. მაცხვარიში)
- Муркмели (груз. მურყმელი)
- Муршкели (груз. მურშკელი)
- Мухашура (груз. მუხაშურა)
- Наки (груз. ნაკი)
- Накипари (груз. ნაკიფარი)
- Накра (груз. ნაკრა)
- Налкорвали (груз. ნალქორვალი)
- Нанкбули (груз. ნანყბული)
- Нанквам-Заграли (груз. ნანყვამ-ზაგრალი)
- Нашихви (груз. ნაშიხვი)
- Наштколи (груз. ნაშთქოლი)
- Несгуни (груз. ნესგუნი)
- Ногари-Кецлани (груз. ნოღარი-კეცლანი)
- Нодаши (груз. ნოდაში)
- Паледи (груз. ფალედი)
- Пари (груз. ფარი)
- Пхутрери (груз. ფხუტრერი)
- Свипи (груз. სვიფი)
- Свипи (груз. სვიფი)
- Сгуриши (груз. სგურიში)
- Сидианари (груз. სიდიანარი)
- Скормети (груз. სკორმეთი)
- Соли (груз. სოლი)
- Таврали (груз. თავრალი)
- Твебиши (груз. ტვებიში)
- Твибери (груз. ტვიბერი)
- Тита (груз. ტიტა)
- Тобари (груз. ტობარი)
- Тотани (груз. თოთანი)
- Тотелеши (груз. თოთელეში)
- Угвали (груз. უღვალი)
- Усгвири (груз. უსგვირი)
- Ушхванари (груз. უშხვანარი)
- Хаиши (груз. ხაიში)
- Халде (груз. ხალდე)
- Хамаши (груз. ჰამაში)
- Хе (груз. ხე)
- Хебуди (груз. ჰებუდი)
- Хелра (груз. ხელრა)
- Херхваши (груз. ხერხვაში)
- Хешкили (груз. ჰეშკილი)
- Хосрари (груз. ხოსრარი)
- Цаланари (груз. ცალანარი)
- Цалдаши (груз. ცალდაში)
- Цалери (груз. ცალერი)
- Цвирми (груз. წვირმი)
- Цицхвари (груз. ციცხვარი)
- Цхеквани (груз. ცხეკვანი)
- Чале (груз. ჭალე)
- Чажаши (груз. ჩაჟაში)
- Чвабиани (груз. ჩვაბიანი)
- Чвибиани (груз. ჩვიბიანი)
- Челири (груз. ჭელირი)
- Чери (груз. ჭერი)
- Чкиданари (груз. ჭკიდანარი)
- Чобани (груз. ჩობანი)
- Чолаши (груз. ჭოლაში)
- Чохулди (груз. ჭოხულდი)
- Шгеди (груз. შგედი)
- Шдихири (груз. შდიხირი)
- Шкалери (груз. შყალერი)